# مزرعة يائير
مزرعة يائير أو هافات يائير بؤرة استيطانية إسرائيلية أقيمت عام 1999 على أراضي قرية حارس شمال غرب محافظة سلفيت، وهي تقع على بعد 373 متر غرب مستوطنة ياكير. تقع إداريًا ضمن مسؤوليات مجلس شمرون الإقليمي. وتقطنها حوالي 70 عائلة عام 2016.

## التسمية والتأسيس
أنشئت لأول مرة عام 1999، وسميت باسم أبراهام شتيرن، زعيم عصابة شتيرن المتطرفة. ينسب الموقع الإلكتروني للبؤرة الاستيطانية تسميتها إلى يائير المذكور في سفر التثنية. أخليت المستوطنة لاحقًا، لكن أعيد تأسيسها في فبراير 2001 قرب مستوطنتي ياكير ونوفيم. تعتبر مستوطنة ياكير المستوطنة الأم لمزرعة يائير بحسب حركة السلام الآن الإسرائيلية.
أشار تقرير ساسون الصادر في 8 مارس 2005، إلى أن الحكومة الإسرائيلية ممثلة بوزارة الإسكان والبناء الإسرائيلية قد خصصت مليون شيكل لبناء عدة بنايات في مزرعة يائير.

## الوضع القانوني
يعتبر القانون الإسرائيلي بؤرة مزرعة يائير غير قانونية كغيرها من البؤر الاستيطانية في الضفة الغربية غير قانونية. يعتبر المجتمع الدولي جميع المستوطنات والمواقع الإسرائيلية في الضفة الغربية غير قانونية بموجب القانون الدولي، لكن الحكومة الإسرائيلية تعارض ذلك.